# Świadkowie Jehowy w Grecji
Świadkowie Jehowy w Grecji – społeczność wyznaniowa w Grecji, należąca do ogólnoświatowej wspólnoty Świadków Jehowy, licząca w 2023 roku 27 759 głosicieli, należących do 345 zborów. W 2023 roku na dorocznej uroczystości Wieczerzy Pańskiej zgromadziły się 43 572 osoby. Biuro Oddziału, koordynujące działalność miejscowych i cypryjskich Świadków Jehowy znajduje się w mieście Drapetsona koło Pireusu. Sale Zgromadzeń znajdują się w Malakasa i w Salonikach.

## Historia

### Początki
W 1905 roku ze Stanów Zjednoczonych z polecenia Charlesa T. Russella przybył do Grecji George Kossyfas, który wierzenia Badaczy Pisma Świętego przyjął w 1900 roku. Rozpoczął działalność kaznodziejską w Atenach i w porcie Pireus, posługując się Wykładami Pisma Świętego przełożonymi na język grecki przez Johna Bosdogiannisa. John Bosdogiannis, głoszący na Krecie, odnalazł zainteresowanego Athanassiosa Karanassiosa, który w 1910 roku został ochrzczony. W tym samym czasie Michael Triantafilopoulos, zaczął odwiedzać miasta i wioski, rozpowszechniając publikacje religijne. Pierwsze zebrania religijne odbywały się w domu współwyznawcy Ekonomou w Atenach, a kolejna grupa spotykała się w Pireusie, w mieszkaniu Kossyfasa.

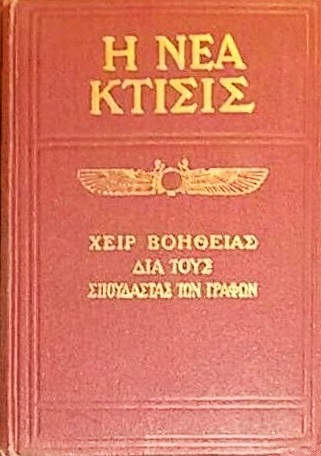
Książka „Nowe stworzenie” wydana w języku greckim na początku XX wieku

W marcu 1912 roku w trakcie podróży dookoła świata Charles T. Russell odwiedził Ateny, Pireus, Patras i Korynt. Na terenie kraju działalność kaznodziejską prowadziło wówczas 12 głosicieli. W Atenach Russell wygłosił wykład w sali Klubu Biznesmenów. Ze względu na dużą ilość obecnych zamierzał go powtórzyć, lecz tym razem wykład został przerwany przez duchowieństwo. W Koryncie Russell wygłosił wykład „Wspaniałe przyszłe życie” w kościele prawosławnym pod wezwaniem św. Pawła. Wśród obecnych był burmistrz, kilku duchownych i oficerów, a wykład spotkał się z ciepłym przyjęciem. Z tego względu wykład został wygłoszony ponownie. W roku 1915 „Strażnica” zaczęła się ukazywać w języku greckim. Początkowo była ona powielana.

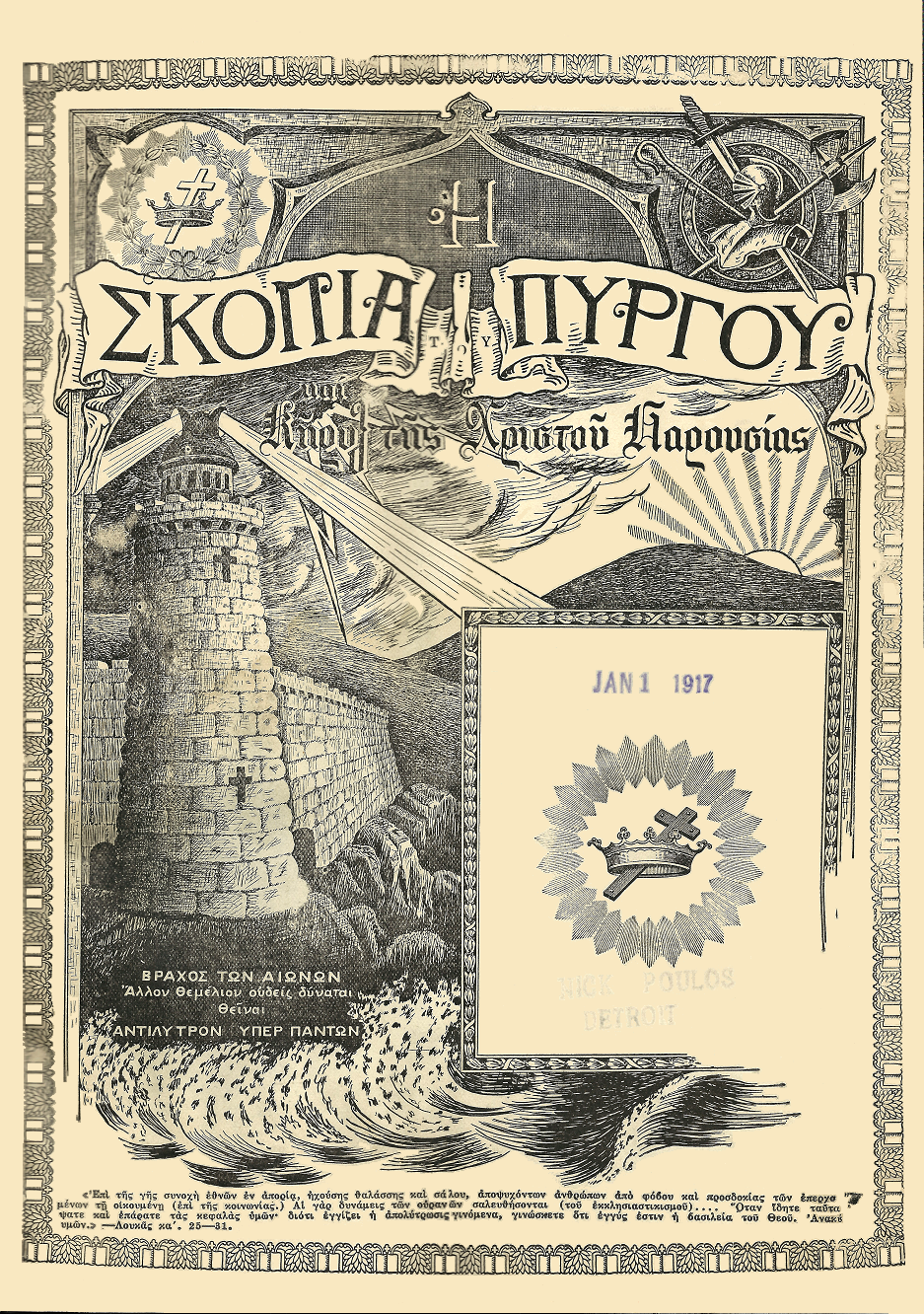
„Strażnica” w języku greckim
– wydanie amerykańskie
(1 stycznia 1917, rok III)

28 września 1920 roku do Aten przyjechał Joseph F. Rutherford. Wygłaszał on m.in. na Areopagu swój wykład „Miliony ludzi z obecnie żyjących nigdy nie umrą”. Wówczas postanowiono w stolicy otworzyć Biuro Oddziału. Powstało ono 6 października 1922 roku w Atenach przy ulicy Lombardou. Przedstawicielem oddziału Towarzystwa Strażnica w Grecji został Athanassios Karanassios. W tym czasie działalność kaznodziejską prowadziło około 20 głosicieli. W tym samym roku Nikolas Kouzounis przybył do Kavali i wkrótce powstała tam kolejna grupa studiująca Biblię. Wyłoniły się także takie grupy m.in. w Salonikach, w nomosach Serrai i Chalkidiki. W 1922 roku Nikos Abatzis i Nikolaos Rebebos byli pierwszymi w Grecji Świadkami Jehowy (nazywanymi wtedy Badaczami Pisma Świętego), którzy ze względu na swoje wyszkolone na Biblii sumienie odmówili walczenia na wojnie. Nikos Abatzis, a później Nikolaos Rebebos, odmówili wzięcia udziału w wojnie grecko-tureckiej (1919–1922), chociaż groziło za to rozstrzelanie.
W latach 20. XX wieku w miastach rozpoczęto wyświetlanie „Fotodramy stworzenia”.

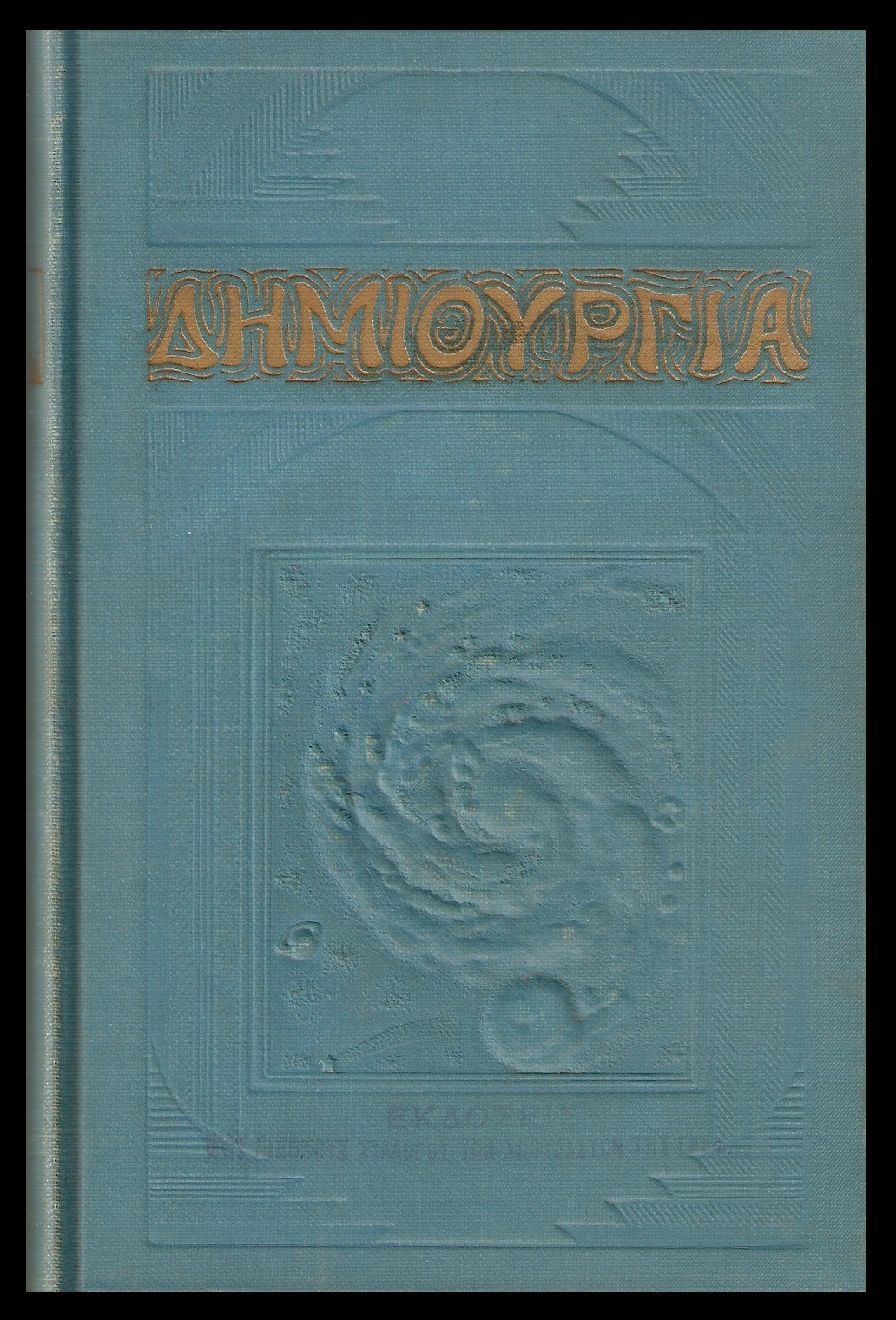
Książka „Stworzenie”
w języku greckim (1927)

W lipcu 1927 roku Prokuratura Sądu Najwyższego przyznała grupie Badaczy Pisma Świętego (od 1931 Świadków Jehowy) prawo do udzielania ślubów, uznając jednocześnie to wyznanie jako „znaną religię”.
W roku 1931 Grek Panayotis C. Spiropoulos dotarł do Egiptu, głosząc tam dobrą nowinę o Królestwie w Kairze i w innych miastach. W 1934 roku z Grecji na Cypr wyruszyli dwaj głosiciele: Matheakis i Triandafilopulos, którzy prowadzili działalność kaznodziejską na tej wyspie pełnoczasowo. 19 lutego 1936 roku uruchomiono pierwszą w tym kraju drukarnię Towarzystwa Strażnica. W sierpniu 1936 roku pod wpływem duchowieństwa wiceminister poczty i łączności zakazał rozprowadzania czasopism Świadków Jehowy pocztą. W 1938 roku liczba głosicieli wzrosła do 212 osób i wówczas rząd wydał przepisy zabraniające prozelityzmu. Kouzounisa aresztowano za działalność kaznodziejską i wywieziono do wioski Nea Simantra, gdzie wkrótce powstał zbór. Następne zbory powstały we wsi Floyita, a potem na półwyspie Kasandra, w Tesalii i w Eleftherohori. Zbory powstały również na Krecie, Samos i Korfu. W 1938 roku Minos Kokkinakis został pierwszym Świadkiem Jehowy w Grecji, którego aresztowano za złamanie prawa zakazującego prozelityzmu. W październiku 1939 roku podczas chrześcijańskiego zebrania w stolicy aresztowano 85 osób. Zamknięto drukarnię i skonfiskowano posiadłość Towarzystwa Strażnica. Z poduszczenia kleru wszystkich zatrzymanych wyznawców namawiano do podpisania oświadczenia, iż wrócą na łono Greckiego Kościoła Prawosławnego, grożąc im zesłaniem na odległe wyspy Morza Egejskiego. Po zdecydowanej odmowie rząd zmienił nastawienie do Świadków Jehowy. W wyniku rozprawy sądowej cała posiadłość oraz pieniądze należące do Biura Oddziału zostały zwrócone. Biuro Oddziału i drukarnia zaczęły znowu działać.

### Okres wojenny
W 1940 roku wojska niemieckie i bułgarskie zabiły 19 greckich Świadków Jehowy. Wprowadzono prawo wojenne. Większość spośród 225 głosicieli skazana została na kary od 7 do 20 lat pozbawienia wolności, a niektórym wymierzono karę dożywocia. Wyroki skazujące na śmierć nie zostały wykonane.
Prześladowania dotykały ich również ze strony kleru prawosławnego oraz różnych zbrojnych oddziałów partyzanckich, np. Frontu Wyzwolenia Narodowego. W czasie wojny liczba głosicieli wzrosła prawie dziesięciokrotnie – ze 178 do 1770. Powstały nowe zbory w północnej części kraju, m.in. w wioskach Rodoliwos, Drawiskos, Palaeokomi i Mawrolofos oraz w okolicy Filippi. W okresie wojny greckie Biuro Oddziału sprawowało nadzór także nad albańskimi współwyznawcami.

### Rozwój, prześladowania i batalie prawne

#### Lata 40. XX wieku

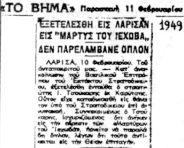
Informacja prasowa o wykonaniu wyroku śmierci na Johnie Tsoukarisie (gazeta „Το Βήμα”, 11 lutego 1949)

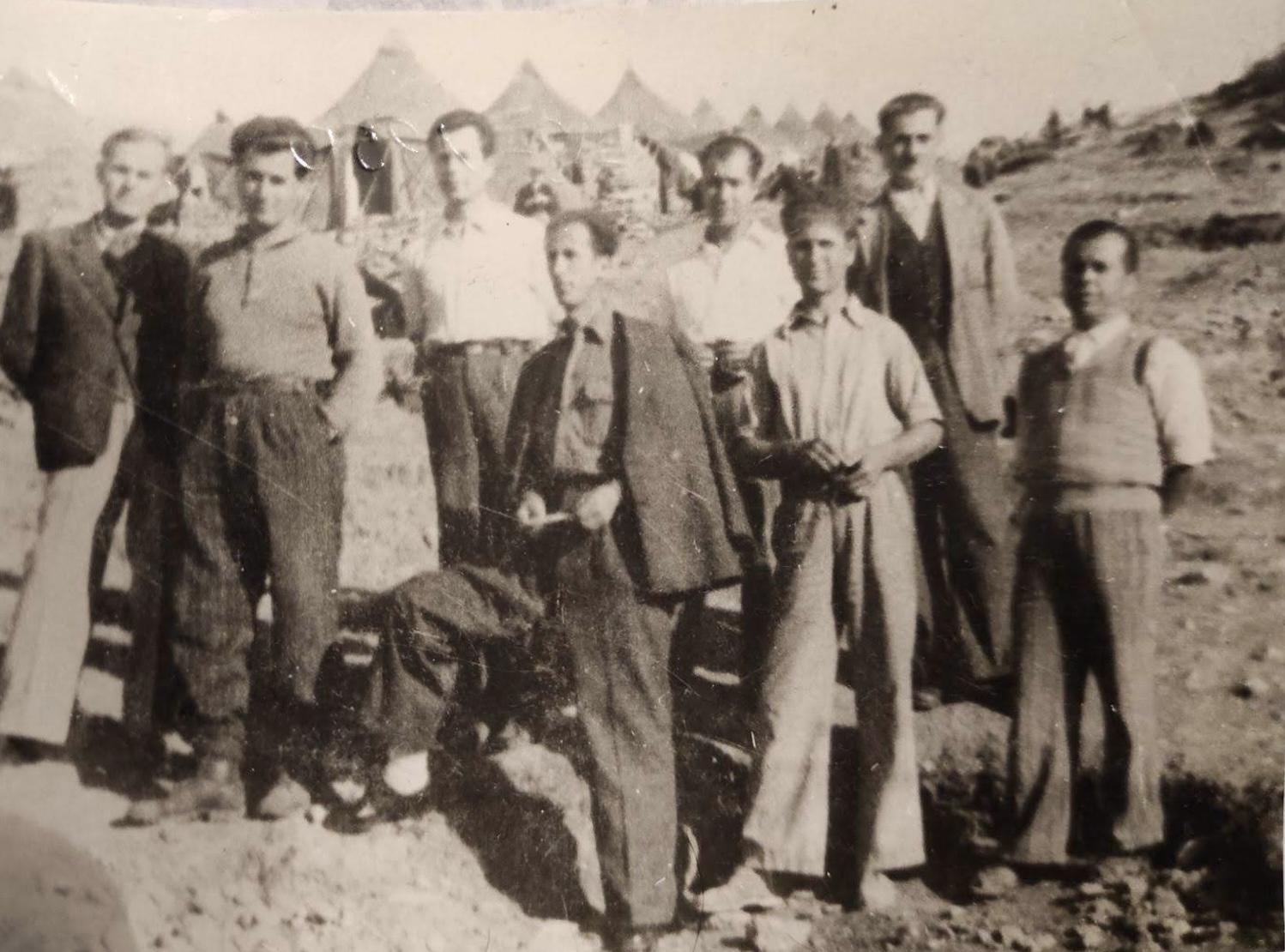
Minos Kokkinakis wśród innych zesłanych Świadków Jehowy w Makronissos (1949-1950)

W 1946 roku do Grecji zostali skierowani dwaj misjonarze, absolwenci Szkoły Gilead: Anthony Sideris i James Turpin. Sideris zastąpił chorującego Karanassiosa w roli sługi oddziału. Wzrosło prześladowanie ze strony miejscowego Kościoła prawosławnego. Z wizytą do Grecji przybyli Nathan H. Knorr oraz Milton G. Henschell. W listopadzie tego samego roku dwaj misjonarze zostali zmuszeni do opuszczenia kraju. W sierpniu 1946 roku przedłożono rządowi szczegółowy raport o brutalnym traktowaniu Świadków Jehowy. W ciągu 5 miesięcy postawiono przed sądem 442 Świadków Jehowy, a niektórych stracono. W „Przebudźcie się!” z 8 kwietnia 1948 roku zamieszczono informację o prześladowaniu Świadków Jehowy w Grecji. Do ministra porządku publicznego z całego świata wysłano apele, w których wskazywano, że 5 marca 1948 roku 37-letni ojciec czworga dzieci, Christos Moulotas, został zamordowany przez partyzantów, a 9 lutego 1949 roku władze straciły Johna Tsoukarisa ze wsi Karytsa. Nie były to jedyne przykłady okrucieństw z okresu powojennego.
W styczniu 1947 roku status „znanej religii” został potwierdzony na piśmie przez Prokuraturę Najwyższego Sądu. W tym samym roku w Atenach przy ulicy Tenedou otwarto nowe Biuro Oddziału. W 1949 roku działalność kaznodziejską prowadziło 2808 głosicieli, pomimo ponad 700 przypadków aresztowań za prozelityzm. Wielu aresztowanych zesłano na greckie wyspy, gdzie ostrożnie głosili innym więźniom.

#### Lata 50. XX wieku
W latach 1950–1951 liczba głosicieli zwiększyła się o 26%. W grudniu 1951 roku do Grecji po raz drugi przyjechał Nathan H. Knorr i Milton G. Henschel, jednak policja nie zezwoliła na zorganizowanie zgromadzenia, dlatego wygłaszali oni przemówienia w domach wyznawców – łącznie do 905 współwyznawców i osób zainteresowanych. W październiku 1954 roku oddano do użytku nowe Biuro Oddziału i drukarnię w Atenach przy ulicy Kartali, a liczba wyznawców przekroczyła 4000 głosicieli. W 1955 roku liczba ta przekroczyła 5000. Rozpoczęła się kolejna fala aresztowań wyznawców. W maju odwiedził stolicę Nathan H. Knorr, który przemawiał do 1915 osób, a w Salonikach Milton G. Henschel wygłosił wykład do 1250 osób. W całym kraju zorganizowano równolegle mniejsze zgromadzenia.

#### Lata 60. XX wieku
30 lipca 1963 roku w Atenach na Stadionie Olimpijskim miał się odbyć kongres międzynarodowy pod hasłem „Wiecznotrwała dobra nowina”, jednak pod naciskiem Kościoła prawosławnego nowy rząd unieważnił zgodę na jego zorganizowanie. Pomimo tego do końca sierpnia z programu przedstawianego w domach prywatnych i innych miejscach skorzystało prawie 10 tysięcy osób. W latach 1963–1967 Liga Arabska wydała dekret, według którego Świadków Jehowy w krajach arabskich błędnie uznano za syjonistów, i Świadkowie Jehowy pochodzenia greckiego zmuszeni byli do opuszczenia m.in. Egiptu i Libii, i osiedlenia się w Grecji. W roku 1965 na zgromadzenie pod hasłem „Słowo prawdy” do Wiednia pojechało specjalnym pociągiem 1250 greckich wyznawców. W połowie roku 1966 Christos Kazanis został skazany na śmierć za neutralność w sprawach politycznych. Główne gazety ateńskie codziennie donosiły o tym wyroku oraz o wierzeniach Świadków Jehowy. Ostatecznie karę zmniejszono mu do 4 i pół lat więzienia. W kwietniu 1967 roku zakazaną przez władze kraju działalność kontynuowano w podziemiu. Na zebraniach religijnych spotykano się w lasach. W 1969 roku Grecję odwiedził Frederick Franz, który w lesie niedaleko Salonik wygłosił przemówienie do przeszło 1000 obecnych. Liczba głosicieli wzrosła z 10 940 w roku 1967 do 17 073 w roku 1974.

#### Lata 70. XX wieku
W roku 1974 z powodu wojny domowej na Cyprze zorganizowano dla tamtejszych współwyznawców pomoc humanitarną. Świadkowie Jehowy z Grecji wysyłali różne artykuły pierwszej potrzeby cypryjskim współwyznawcom. W roku 1975 Naczelny Sąd Administracyjny orzekł, że Świadkowie Jehowy spełnili konstytucyjne wymogi „znanej religii” i tym samym są „uznanym” wyznaniem (Decyzje 2105, 2106). Latem tego roku po raz pierwszy w Grecji odbyły się dwa kongresy międzynarodowe pod hasłem „Boskie zwierzchnictwo”; w Atenach uczestniczyło w nim 19 211, a w Salonikach – 10 124 osoby. W 1977 roku w Malakas wybudowano Salę Zgromadzeń. 25 kwietnia 1977 roku przedstawiciel Holandii na forum Rady Europy w Strasburgu, poruszył sprawę kilkukrotnego skazywania Świadków Jehowy w Grecji za odmowę pełnienia służby wojskowej lub za udział w działalności kaznodziejskiej. Decyzja wydana przez ten organ doprowadziła w końcu do tego, że kara odtąd była wymierzana jednorazowo i wynosiła cztery lata pozbawienia wolności. W greckich więzieniach dalej przebywało średnio 400 głosicieli. W roku 1978 odbyły się dwa kongresy pod hasłem „Zwycięska wiara”. Pierwszy z nich w dniach od 28 czerwca do 2 lipca na Apollo Stadium w Atenach, a drugi w dniach od 12 do 16 lipca w Salonikach. Uczestniczyło w nich 28 417 osób. 16 lipca 1979 roku w Marousi oddano do użytku nowe Biuro Oddziału.

#### Lata 80. XX wieku
W 1983 roku z okazji kongresu pod hasłem „Jedność dzięki Królestwu” wyznawcy w Grecji po raz pierwszy zaczęli głosić na ulicy. Wytoczono im za to 38 spraw, z czego 35 wygrali od razu, a w trzech odwołali się do sądu apelacyjnego. Rok później koordynatorem Komitetu Oddziału został Don Rendell. W 1985 roku odbyły się kongresy międzynarodowe pod hasłem „Lud zachowujący prawość”; na 3 zgromadzenia przybyło 37 367 osób, w tym delegaci z 17 krajów, zwiedzano również miejsca biblijne w Grecji. W lecie 1986 roku doszło do fizycznego ataku na uczestników kongresów. W tych brutalnych napadach brali udział również prawosławni duchowni. W swoich czasopismach Świadkowie Jehowy opublikowali relację z tych ataków. Świadkowie Jehowy z 208 krajów przysłali ponad 200 000 listów z apelem do rządu o zaprzestanie takich incydentów. Human Rights Without Frontiers podało, że w latach 1938–1992 za prozelityzm aresztowano prawie 20 000 osób, za odmowę służby wojskowej motywowaną względami sumienia sądzono 2269 osób, na zesłanie skazano 68 osób, wydano 42 wyroki śmierci, w tym dwa wykonano, a cztery osoby zamęczono torturami. Na koniec odnotowano też 4828 wypadków fizycznego znęcania się, z czego 2809 przypisano wojsku, 1059 – policji, a 252 – duchownym. Tysiące innych osób zaznało wszelkich form poniżającego traktowania. W roku 1985 liczba głosicieli przekroczyła 20 000. W roku 1986 utworzono pierwszy zbór anglojęzyczny, a w 1990 roku zbory arabsko i polskojęzyczny oraz grupę francuskojęzyczną, a potem kilka zborów rosyjskojęzycznych.
W 1989 roku utworzono spółkę niedochodową Chrześcijańscy Świadkowie Jehowy w Grecji (decyzja 520 wydana przez Sąd Pierwszej Instancji w Atenach).

#### Lata 90. XX wieku
13 kwietnia 1991 roku oddano do użytku nowe Biuro Oddziału w miejscowości Eleona. W listopadzie 1992 roku do pomocy współwyznawcom w Albanii przybyło 4 greckich pionierów specjalnych – pełnoczasowych ewangelizatorów.
25 maja 1993 roku Europejski Trybunał Praw Człowieka uznał, że obywatel Grecji ma prawo mówić drugim o swych poglądach religijnych. Sprawa dotyczyła Minosa Kokkinakisa, który od roku 1938 był przeszło 60 razy aresztowany, 18 razy stawał przed greckimi sądami i spędził ponad 6 lat w więzieniu. Skazywano go najczęściej za prozelityzm, zabroniony przez grecką ustawę z lat 30. XX wieku, na mocy której w latach 1938–1992 aresztowano blisko 20 000 Świadków Jehowy. Trybunał Europejski orzekł, iż rząd Grecji pogwałcił prawo Kokkinakisa do wolności wyznania, i przysądził mu odszkodowanie w wysokości 14 400 dolarów. W uzasadnieniu wyroku stwierdzono, że Świadkowie Jehowy rzeczywiście są znaną religią. W roku 1996 w sprawie Manoussakis i inni przeciw Grecji ETPC potępił ówczesną postawę Grecji wobec Świadków Jehowy; rok później w sprawie Tsirlis, Kouloumpas i Georgiadis przeciw Grecji oraz Thlimmenos przeciwko Grecji również wydał pozytywny wyrok dla greckich Świadków Jehowy.
W 1992 roku przekształcono obóz wojskowy w Sindos na więzienie przeznaczone wyłącznie dla Świadków Jehowy odmawiających pełnienia służby wojskowej. Pięć lat później Grecja wprowadziła alternatywną zastępczą służbę cywilną dla osób uchylających się od pełnienia służby wojskowej ze względów sumienia. Do tego czasu za swoją neutralną postawę kary więzienia otrzymało w sumie 3788 Świadków Jehowy. W roku 1997 w Grecji wprowadzono prawo, które umożliwiało odbycie alternatywnej służby cywilnej. Obecnie z tego prawa korzysta jakichś 100 Świadków Jehowy. W 1998 roku zaprzestano skazywać Świadków Jehowy z tego powodu. Jednak do 2001 roku przeszło 3500 Świadków Jehowy w Grecji figurowało w rejestrze skazanych, ze względu na odbytą karę więzienia za zachowanie neutralności. Uzyskano korzystne orzeczenie Europejskiego Trybunału Praw Człowieka w sprawie Thlimmenos przeciw Grecji, dotyczącej prawa jednostki do podyktowanej sumieniem odmowy podjęcia obowiązkowej służby wojskowej. W tym samym roku władze uznały Świadków Jehowy za „znaną religię”, a obiekty Biura Oddziału za miejsce święte i uświęcone, służące wielbieniu Boga – jak napisano w dokumencie rejestracyjnym.
W 1993 roku wydano w języku greckim Chrześcijańskie Pisma Greckie w Przekładzie Nowego Świata (Nowy Testament). Pełny przekład ukazał się 23 sierpnia 1997 roku na kongresach pod hasłem „Wiara w Słowo Boże”. 21 października 2017 roku ogłoszono wydanie w języku greckim zrewidowanej edycji Pisma Świętego w Przekładzie Nowego Świata z 2013 roku.
21–23 sierpnia 1998 roku odbył się w Atenach kongres międzynarodowy pod hasłem „Boża droga życia”. Pomimo zaciekłego sprzeciwu duchownych greckiego Kościoła prawosławnego, zebrały się 39 324 osoby z 21 krajów. W tym samym roku rozbudowano Biuro Oddziału.

#### Lata 2000–2009
W 2001 roku władze Grecji po raz pierwszy umożliwiły Świadkom Jehowy zorganizowanie dużego zgromadzenia pod hasłem „Nauczyciele słowa Bożego” w jednym ze swych najbardziej reprezentacyjnych obiektów sportowych – Olimpijskiej Hali Sportowej w Atenach. Podczas ostatniego punktu programu ogłoszono, że greckie Ministerstwo Edukacji Narodowej i Wyznań Religijnych uznało Świadków Jehowy za „znaną religię”, a także zalegalizowało ich Biuro Oddziału w Atenach, nadając mu status „miejsca świętego i konsekrowanego wielbieniu Boga”.

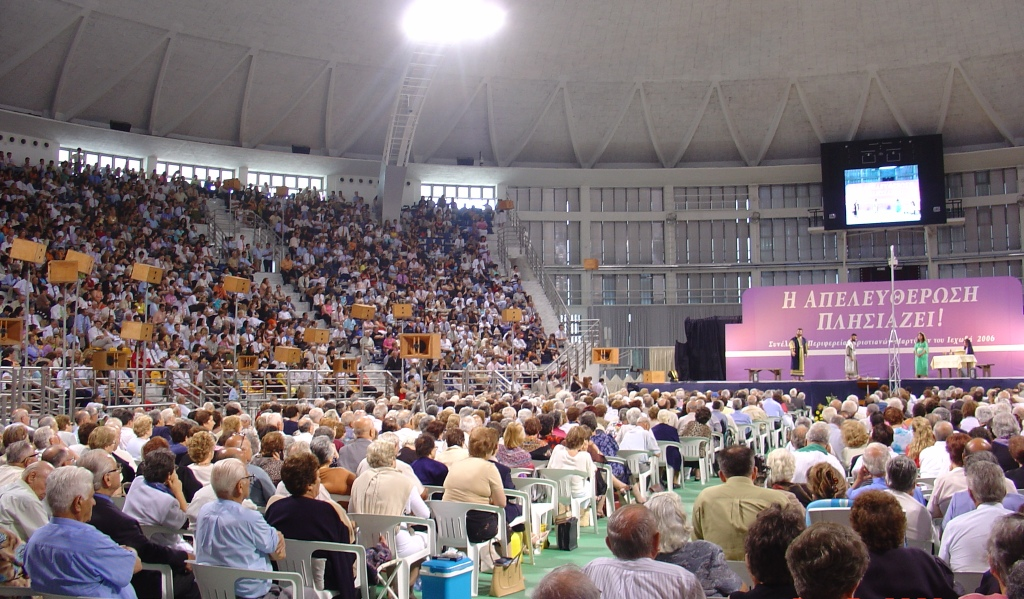
Kongres pod hasłem „Wyzwolenie jest blisko!” w Salonikach (2006)

Podczas specjalnej kampanii w październiku i listopadzie 2005 roku rozpowszechniono kilka milionów specjalnej broszury 100 lat nowożytnej historii chrześcijańskich Świadków Jehowy w Grecji.
1 sierpnia 2005 roku powołanie do udziału w Wojskowym Obozie Avalona otrzymał Boris Sotiriadis, 38-letni rezerwista, który służbę wojskową odbył w byłym Związku Radzieckim, a później został Świadkiem Jehowy. Stawił się na miejsce, jednak odmówił służby wojskowej ze względów religijnych, jednocześnie składając prośbę o umożliwienie odbycia alternatywnej służby zastępczej. Ponieważ w tamtym okresie greckie prawo nie przewidywało złożenia takiego wniosku przez rezerwistów, został on oskarżony o niesubordynację. Następnie został skierowany do obozu wojskowego Didimoticho, gdzie również się pojawił i ponownie odmówił służby, równocześnie składając prośbę o możliwość odbycia zastępczej służby cywilnej. Otrzymał odpowiedź odmowną i został skierowany przed sąd wojskowy w Xanthi, który skazał go za niesubordynację na trzy i pół roku pozbawienia wolności, bez możliwości zawieszenia wyroku, choć 22 sierpnia 2005 roku złożył on apelację. 20 września 2005 roku Apelacyjny Sąd Wojskowy w Atenach zwolnił go do czasu przeprowadzenia przesłuchań apelacyjnych zaplanowanych na 1 czerwca 2006 roku. Niezależnie na 24 maja 2006 roku przewidziano przed tym samym sądem przesłuchanie dotyczące pierwszego zarzutu niesubordynacji.

#### Lata 2010–2019
15 stycznia 2010 roku Rada Państwa uznała, że Świadek Jehowy Evangelos Dellis, miał prawo odmówić służby wojskowej jako rezerwista. 2 listopada 2012 roku Rada Stanu uznała, że Świadkowie Jehowy, jako znane wyznanie chrześcijańskie, mają prawo do posiadania własnych obiektów kultu religijnego.

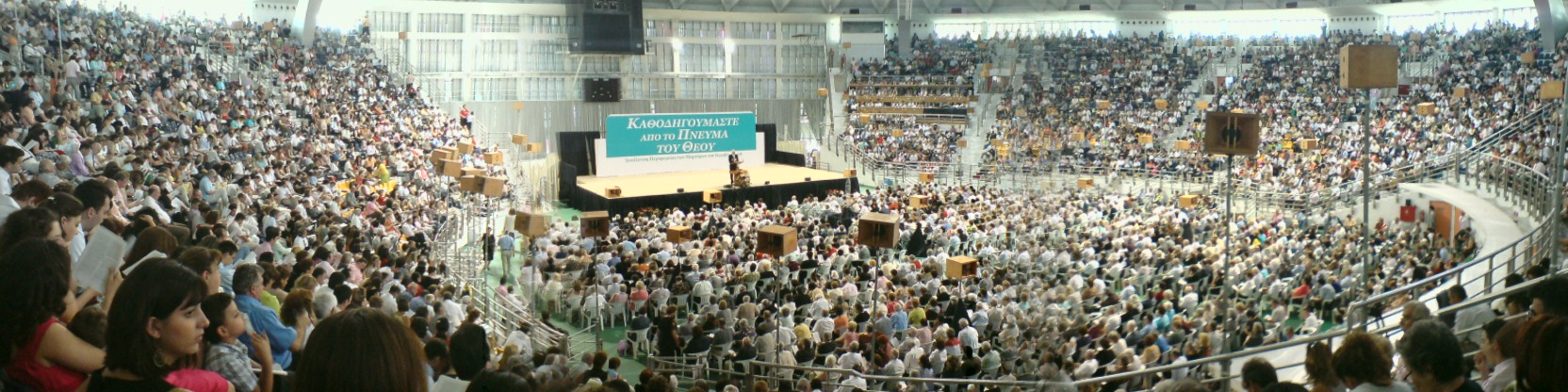
Kongres pod hasłem „Kierowani duchem Bożym” w Salonikach (2008)

W lipcu 2012 roku delegacja Świadków Jehowy z Grecji uczestniczyła w kongresie specjalnym pod hasłem „Strzeż swego serca!” w Tel Awiwie w Izraelu.
W dniach od 27 do 29 czerwca 2014 roku na Stadionie Olimpijskim w Atenach odbył się kongres międzynarodowy pod hasłem „Szukajmy najpierw Królestwa Bożego!” (program w językach greckim, greckim migowym, albańskim, angielskim i rosyjskim). Niektórych punktów programu dzięki transmisji wideo wysłuchały również ponad 3 tysiące osób zgromadzonych w tym samym czasie na kongresach regionalnych w Belgii i na Cyprze, dzięki czemu z programu kongresów skorzystało łącznie około 39 tysięcy osób.
W październiku 2015 roku delegacja Świadków Jehowy z Grecji uczestniczyła w kongresie specjalnym pod hasłem „Naśladujmy Jezusa!” na Malcie, a w sierpniu 2017 roku w kongresie specjalnym pod hasłem „Nie poddawaj się!” w rumuńskim mieście Kluż-Napoka. W październiku 2016 roku otwarto nowe Biuro Tłumaczeń.
21 października 2017 roku w Sali Zgromadzeń w Malakasie członek Ciała Kierowniczego Steven Lett ogłosił wydanie zrewidowanego „Pisma Świętego w Przekładzie Nowego Świata” w języku greckim. Z programu skorzystali Świadkowie Jehowy w Grecji (w tym 1835 zgromadzonych w Malakasie) i na Cyprze. W latach 1991–2017 wydrukowano około 279 133 egzemplarzy „Pisma Świętego w Przekładzie Nowego Świata” w języku greckim, którym posługuje się ponad 32 000 głosicieli na świecie.
17 listopada 2018 roku oddano do użytku nowe Biuro Oddziału. Z tej okazji w programie brał udział członek Ciała Kierowniczego Kenneth Cook, a także 116 zagranicznych delegatów z 16 krajów. 1608 osób zgromadziło się w Sali Zgromadzeń w Malakasie. Program był transmitowany do wszystkich zborów w Grecji i na Cyprze, dzięki temu ogółem skorzystało z niego 27 718 osób, w tym 84 betelczyków i 44 współpracowników dojeżdzających.
W 2018 roku w Tbilisi w Gruzji odbył się kongres specjalny pod hasłem „Bądź odważny!” z udziałem zagranicznych delegacji, w tym z Grecji. Od 5 do 7 lipca 2019 roku na Stadionie Olimpijskim w Atenach odbył się kongres międzynarodowy pod hasłem „Miłość nigdy nie zawodzi!”. Uczestniczyło w nim 36 873 osób, w tym także 6000 zagranicznych delegatów z przeszło 20 krajów. Program został przedstawiony w języku greckim, angielskim, albańskim, rosyjskim i romani (południowa Grecja). Ochrzczono 406 osób. Ciało Kierownicze Świadków Jehowy reprezentował David Splane. W przygotowaniu i przebiegu kongresu wzięło udział przeszło 4000 wolontariuszy. Delegacje z Grecji brały udział w kongresach międzynarodowych pod hasłem „Miłość nigdy nie zawodzi!” w Korei Południowej, Niemczech i Stanach Zjednoczonych.

#### Lata 20. XXI wieku
We wrześniu 2020 roku przeprowadzono akcję pomocy humanitarnej dla poszkodowanych przez cyklon Ianos, a we wrześniu 2023 roku przez powódź w środkowej Grecji. W 2024 roku delegacje z Grecji brały udział w kongresach specjalnych pod hasłem „Głośmy dobrą nowinę!” w Sofii w Bułgarii, Helsinkach w Finlandii i Filadelfii w Stanach Zjednoczonych.
Świadkowie Jehowy w Grecji podejmują szczególną działalność kaznodziejską wśród uchodźców, m.in. w portach – zwłaszcza na wyspie Chios oraz w obozach dla uchodźców. W związku z tym zorganizowano dla głosicieli 4 kursy językowe.
Świadkowie Jehowy w Grecji prowadzą zebrania religijne w ponad 20 językach. W 2018 roku zbory Świadków Jehowy w Grecji korzystały ze 162 własnych Sal Królestwa.
W 2021 roku osiągnięto liczbę 28 326 głosicieli. W roku 2022 w Grecji 420 osób zostało ochrzczonych.
10 czerwca 2023 roku Geoffrey Jackson, członek Ciała Kierowniczego, ogłosił wydanie Biblii — Ewangelii według Mateusza w języku romani (południowa Grecja). Program, który był transmitowany z Biura Oddziału do wszystkich zborów w Grecji i na Cyprze, obejrzało ponad 29 000 osób. Językiem tym posługuje się około 820 głosicieli, którzy należą do 11 zborów oraz 11 grup i grup pilotażowych.
W 2024 roku delegacje z Grecji brały udział w kongresach specjalnych pod hasłem „Głośmy dobrą nowinę!” w Bułgarii, Finlandii i Stanach Zjednoczonych.
Przeszło 2 tysiące głosicieli mieszka na wyspach Morza Egejskiego (w 44 zborach oraz 25 grupach – 17 spośród nich to grupy obcojęzyczne). Kongresy regionalne odbywają się w 15 językach: greckim, greckim migowym, angielskim, albańskim, arabskim, bułgarskim, chińskim, francuskim, gruzińskim, ormiańskim, pendżabskim, polskim, rosyjskim, rumuńskim i tagalskim, a zgromadzenia obwodowe w języku greckim, greckim migowym, albańskim, gruzińskim, niemieckim, rosyjskim, romani (Grecja Południowa), tagalskim i tureckim.
Greckie Biuro Oddziału nadzoruje działalność Świadków Jehowy w Grecji i na Cyprze oraz tłumaczy literaturę biblijną na język grecki, dwa dialekty romani (Grecja Południowa i Grecja Północna) i grecki język migowy oraz transkrybuje tekst grecki na brajla.

## Publikacje poświęcone Świadkom w Grecji
- 100 lat nowożytnej historii chrześcijańskich Świadków Jehowy w Grecji (ang. 100-Year Modern History of Christian Jehovah’s Witnesses in Greece) – 32 s., kolor. ilustr. (gr.) 2005. Informacje dot. działalności Świadków Jehowy w Grecji w latach 1905-2005. Rozpowszechniano ją w tym kraju podczas specjalnej kampanii w październiku i listopadzie 2005. Na jej podstawie zrealizowano też film informacyjny pod tym samym tytułem, w j. greckim i angielskim.
- Świadkowie Jehowy w Grecji – 32 s., 1993 (grec., duży i mały format). Zdaniem wydawców ma ona stanowić przeciwwagę dla rażąco zniekształconych informacji o Świadkach Jehowy w tym kraju, dostarczanych władzom i środkom przekazu przez tamtejszy kler prawosławny oraz uzyskanie większego zrozumienia wśród szczerze usposobionych przedstawicieli władz Grecji. Udostępniało ją ponad 200 Świadków Jehowy, uznanych oficjalnie za kaznodziejów oraz szereg prawników wraz z zestawem dokumentów, poświadczających, że prześladowanie Świadków Jehowy nie ma żadnych podstaw prawnych. Złożyli oni wizyty komendantom policji, burmistrzom, prokuratorom, bibliotekarzom i innym urzędnikom. Rozpowszechnili przeszło 1000 książek Świadkowie Jehowy – głosiciele Królestwa Bożego i 1600 tych broszur.

## Grupa polskojęzyczna
Zbór polskojęzyczny w Atenach powstał w latach dziewięćdziesiątych XX wieku, w 2020 roku został przekształcony w grupę polskojęzyczną. Od 2011 do 2019 roku program kongresów regionalnych odbywał się w Sali Zgromadzeń w Malakasa i był tłumaczony na język polski.